# Przewodniczący Rady Miejskiej w Kłodzku
Przewodniczący Rady Miejskiej w Kłodzku – lista osób prowadzących obrady Rady Miejskiej w Kłodzku i reprezentujących ją na zewnątrz.
Według Statutu Miasta Kłodzka, uchwalonego w 2008 roku rada miejska wybiera ze swojego grona przewodniczącego oraz dwóch wiceprzewodniczących. Przewodniczący ma za zadanie:
- przewodniczyć obradom rady miejskiej,
- reprezentować radę w stosunkach wewnętrznych z innymi jednostajnymi organizacyjnymi gminy,
- wykonywać zadania ustawowe i inne zadania przewidziane w statucie miasta lub zlecone mu przez radę,
- zwołuje i zamyka sesje rady miejskiej.

## Przewodniczący Rady

### Miejska Rada Narodowa (1945-1990)
| Lp. | Lata rządów              | Imię i nazwisko                   | Partia |
| --- | ------------------------ | --------------------------------- | ------ |
| 1.  | X 1946 – 6 III 1948      | Wincenty Bogaczewicz              | PPS    |
| 2.  | 6 III 1948 – 30 V 1949   | Mieczysław Halicki                | PPS    |
| 3.  | 1 VII 1949 – VI 1950     | Jan Figiel.                       | PZPR   |
| 4.  | VI 1950 – 9 VIII 1951    | Władysław Ciba                    | PZPR   |
| 5.  | 1 X 1951 – 24 X 1952     | Karol Bidzieński                  | PZPR   |
| 6.  | 16 V 1953 – 30 VI 1954   | Bronisława Czekańska-Kucznerowicz | PZPR   |
| 7.  | 30 VI 1954 – 8 I 1958    | Władysław Pędziwol                | PZPR   |
| 8.  | 8 I 1958 – 13 II 1958    | Wojciech Adamczyk                 | PZPR   |
| 9.  | 13 II 1958 – 16 VI 1962  | Józef Frejnik                     | PZPR   |
| 10. | 10 VII 1962 – 10 VI 1965 | Narcyz Mieczkowski                | PZPR   |
| 11. | 10 VI 1965 – 30 IV 1967  | Tadeusz Semeniuk                  | PZPR   |
| 12. | 2 V 1967 – 7 XII 1972    | Tadeusz Kazanowski                | PZPR   |
| 13. | 7 XII 1972 – 20 XII 1973 | Zygmunt Sapieha                   | PZPR   |
| 14. | 20 XII 1973 – 24 VI 1975 | Józef Frejnik                     | PZPR   |
| 15. | 25 VI 1975 – IX 1980     | Lucjan Deska                      | PZPR   |
| 16. | IX 1980 – 26 VI 1984     | Kazimierz Lawro                   | PZPR   |
| 17. | 27 VI 1984 – 29 VI 1988  | Marek Krzan                       | PZPR   |
| 18. | 30 VI 1988 – 27 IV 1990  | Jan Krombach                      | PZPR   |

### Rada Miejska (od 1990)
| Lp. | Lata rządów             | Imię i nazwisko             | Partia                             |
| --- | ----------------------- | --------------------------- | ---------------------------------- |
| 1.  | 4 VI 1990 – 25 IV 1991  | Jerzy Kowalczyk             | KKO                                |
| 2.  | 28 VI 1991 – 4 VII 1994 | Andrzej Mikuś               | KKO                                |
| 3.  | 4 VII 1994 – 25 I 1995  | Zdzisław Suliga             | KKO                                |
| 4.  | 25 I 1995 – X 1998      | Jan Krombach                | SLD                                |
| 5.  | X 1998 – XI 2002        | Stefan Mróz                 | SLD                                |
| 6.  | XI 2002 – VI 2005       | Krzysztof Damian Oktawiec   | SLD                                |
| 7.  | VI 2005 – XI 2006       | Józef Migdał                | KWW „Bezpartyjni”                  |
| 8.  | XI 2006 – II 2009       | Henryk Urbanowski           | PiS                                |
| 9.  | 11 II 2009 – XI 2014    | Piotr Stanisław Brzostowicz | PSL                                |
| 10. | 1 XII 2014 – 21 XI 2018 | Tomasz Żabski               | KWW „Lubię Kłodzko”                |
| 11. | od 22 XI 2018           | Elżbieta Żytyńska           | KWW Michała Piszko „Lubię Kłodzko” |

## Zastępcy Przewodniczącego Rady

### Miejska Rada Narodowa (1945-1990)
| Lp. | Lata rządów               | Imię i nazwisko     | Partia polityczna |
| --- | ------------------------- | ------------------- | ----------------- |
| 1.  | X 1946 – 6 III 1948       | Bronisław Blasewacz | PPR               |
| 2.  | 6 III 1948 – VI 1950      | Leon Kępiński       | PPR               |
| 3.  | VI 1950 – VIII 1950       | Janina Szefer       |                   |
| 4.  | 1 IX 1950 – 28 II 1953    | Stefania Pawluk     |                   |
| 5.  | 1 III 1953 – 31 XII 1954  | Dymitr Ćwichuła     |                   |
| 6.  | 21 XII 1954 – 8 I 1958    | Bolesław Bońkowski  |                   |
| 7.  | 8 I 1958 – 13 II 1958     | Wincenty Rutkowski  |                   |
| 8.  | 13 II 1958 – 5 IX 1958    | Mścisław Gołogórski |                   |
| 9.  | 5 IX 1958 – 10 VII 1962   | Tadeusz Semeniuk    |                   |
| 10. | 10 XII 1962 – 10 VI 1965  | Henryk Wiernicki    |                   |
| 11. | 10 VI 1965 – 30 IV 1967   | Karol Jurewicz      |                   |
| 12. | 30 VI 1967 – 29 X 1970    | Michał Żołubak      |                   |
| 13. | 2 V 1971 – 19 XII 1973    | Roman Sakaluk       |                   |
| 14. | 20 XII 1973 – 24 VI 1975  | Roman Schab         | PZPR              |
| 15. | 20 XII 1973 – 24 VI 1975  | Antoni Głaz         | SD                |
| 16. | 25 VI 1975 – 15 II 1978   | Adam Kripp          | SD                |
| 17. | 15 II 1978 – 26 VI 1984   | Zenon Jędrzejczak   | SD                |
| 18. | 15 II 1978 – 31 VIII 1982 | Urszula Madetko     | PZPR              |
| 19. | 27 VI 1984 – 29 VI 1988   | Marian Stępień      | PZPR              |
| 20. | 27 VI 1984 – 29 VI 1988   | Józef Sułek         | SD                |
| 21. | 27 VI 1984 – 29 VI 1988   | Józef Niemiec       | SD                |
| 22. | 30 VI 1988 – 27 IV 1990   | Henryk Sowa         | PZPR              |
| 23. | 30 VI 1988 – 20 VI 1989   | Jacek Bidowaniec    | SD                |
| 24. | 30 VI 1988 – 27 IV 1990   | Edward Jellin       | bezpartyjny       |

### Rada Miejska (od 1990)
| Lp. | Lata rządów              | Imię i nazwisko   | Partia polityczna                  |
| --- | ------------------------ | ----------------- | ---------------------------------- |
| 1.  | 13 VI 1990 – 28 VI 1991  | Andrzej Mikuś     | KKO                                |
| 2.  | 28 VI 1991 – 28 X 1992   | Edward Osowski    | UD                                 |
| 3.  | 28 X 1992 – 4 VII 1994   | Henryk Urbanowski | KKO                                |
| 4.  | 4 VII 1994 – 15 XI 1995  | Ryszard Kwiecień  | Kłodzkie Forum Demokratyczne       |
| 5.  | 4 VII 1994 – 31 VII 1995 | Zofia Lechocińska | Kłodzkie Forum Społeczne           |
| 6.  | 31 VII 1995 – X 1998     | Eugenia Hybsz     | KKO                                |
| 7.  | 15 XI 1995 – X 1998      | Teresa Budzioch   | bezpartyjna                        |
| 8.  | X 1998 – XI 2002         | Henryk Urbanowski | Nasze Kłodzko                      |
| 9.  | X 1998 – II 2009         | Piotr Brzostowicz | PSL                                |
| 11. | XI 2002 – XI 2006        | Celina Włodarczyk | Samoobrona RP                      |
| 12. | XI 2006 – X 2009         | Maciej Awiżeń     | PO                                 |
| 13. | II 2009 – XI 2014        | Grzegorz Muskała  | PiS                                |
| 14. | XI 2010 – XI 2014        | Adam Kowalski     | Dolny Śląsk XXI                    |
| 15. | 4 XII 2014 – 21 XI 2018  | Ryszard Wójcik    | KWW „Lubię Kłodzko”                |
| 16. | od 4 XII 2014            | Zdzisław Duda     | KWW „Lubię Kłodzko”                |
| 17. | od 22 XI 2018            | Zdzisława Górska  | KWW Michała Piszko „Lubię Kłodzko” |